# Idiocera lordosis
Idiocera lordosis är en tvåvingeart som först beskrevs av Alexander 1960.  Idiocera lordosis ingår i släktet Idiocera och familjen småharkrankar.
Artens utbredningsområde är Madagaskar. Inga underarter finns listade i Catalogue of Life.